# 278 v.Chr.
Het jaar 278 v.Chr. is een jaartal volgens de christelijke jaartelling.

## Gebeurtenissen

### Klein-Azië
- De Kelten steken de Bosporus over om Nicomedes I, koning van Bithynië, te helpen in de oorlog tegen Antiochus I Soter van het Seleucidenrijk (Syrië).

### Europa
- Koning Idvallo (278 - 273 v.Chr.) een zoon van Ingenius, stoot in Brittannië de tiran Enniaunus van de troon.

### Italië
- De Carthagers belegeren de vestingstad Syracuse, ze worden in hun strijd gesteund door de Mamertijnen.
- Pyrrhus van Epirus landt op verzoek van Messina en Syracuse op Sicilië en verslaat de Carthagers.

## Overleden
- Qu Yuan (~340 v.Chr. - ~278 v.Chr.), Chinese dichter (62)